# Wapen van Rusland
Het wapen van Rusland (Russisch: Герб России, Gerb Rossii) is het officiële symbool van de Russische Federatie en bestaat uit een rood schild, waarop de Russische tweekoppige adelaar is afgebeeld. De adelaar is gekroond met drie kronen, waarvan algemeen wordt aangenomen dat deze staan voor de eenheid van Groot-Rusland (Rusland), Klein-Rusland (het huidige Oekraïne) en Wit-Rusland (Wit-Rusland). Met zijn poten houdt de adelaar een scepter en een rijksappel vast, die staan voor de soevereine macht van een vorst. Ondanks het feit dat Rusland sinds het afzetten van tsaar Nicolaas II geen vorst meer heeft, zijn deze symbolen van macht in het huidige wapen bewaard gebleven. Op de borst draagt de adelaar een rood schild, waarop Sint Joris met de Draak is afgebeeld. Dit schild is van oudsher het wapen van Moskou.
Na het uiteenvallen van de Sovjet-Unie in 1991 verving het Russische wapen het wapen van de Sovjet-Unie.
Albanië · Andorra · Azerbeidzjan · België · Bosnië en Herzegovina · Bulgarije · Denemarken · Duitsland · Estland · Finland · Frankrijk · Georgië · Griekenland · Hongarije · Ierland · IJsland · Italië · Kosovo · Kroatië · Letland · Liechtenstein · Litouwen · Luxemburg · Malta · Moldavië · Monaco · Montenegro · Nederland · Noord-Macedonië · Noorwegen · Oekraïne · Oostenrijk · Polen · Portugal · Roemenië · Rusland · San Marino · Servië · Slovenië · Slowakije · Spanje · Transnistrië · Tsjechië · Turkije · Vaticaanstad · Verenigd Koninkrijk · Wit-Rusland · Zweden · Zwitserland

Afhankelijke gebieden: Åland · Faeröer · Gibraltar · Guernsey · Jersey · Man

Betwiste gebieden: Abchazië · Adzjarië
Afghanistan · Armenië · Azerbeidzjan · Bahrein · Bangladesh · Bhutan · Brunei · Cambodja · China: Volksrepubliek / Republiek (Taiwan) · Cyprus · Filipijnen · Georgië · India · Indonesië · Irak · Iran · Israël · Japan · Jemen · Jordanië · Kazachstan · Kirgizië · Koeweit · Laos · Libanon · Malediven · Maleisië · Mongolië · Myanmar · Nepal · Noord-Korea · Oezbekistan · Oman · Oost-Timor · Pakistan · Palestina · Qatar · Rusland · Saoedi-Arabië · Singapore · Sri Lanka · Syrië · Tadzjikistan · Thailand · Turkmenistan · Turkije · Verenigde Arabische Emiraten · Vietnam · Zuid-Korea

Afhankelijke gebieden: Hongkong · Macau

Betwiste gebieden: Noord-Cyprus